# Propuesta de bombardeo nuclear de Córdoba
La propuesta de bombardeo de Córdoba con armas nucleares durante la Guerra de las Malvinas en 1982 fue un proyecto de ataque nuclear de Reino Unido considerado por Margaret Thatcher de bombardear la Provincia de Córdoba, Argentina.
Debido a una investigación realizada por el Partido Laborista, Reino Unido desclasificó material donde se reveló que se incluyó 31 armas nucleares en los buques de la Task Force inglesa: el portaaviones Hermes cargó 18 armas nucleares, el Invencible, 12 y el buque auxiliar Regent, 1. El plan fue revelado por el diario The New Statesman en 1984 y la confirmación de la inclusión de arsenal nuclear fue admitida por Reino Unido en 2003.
Dicho ataque no se llevó a cabo debido a que el presidente de Francia, François Mitterrand decidió colaborar con Margaret Thatcher y darle información de las armas que le había vendido a Argentina, según Ali Magoudi, psicoanalista del presidente francés.